# Distretto di Ahafo Ano Sud Ovest
Il distretto di Ahafo Ano Sud Ovest (ufficialmente Ahafo Ano South West District, in inglese) è un distretto della regione di Ashanti del Ghana.
Fino al 2018 era chiamato distretto di Ahafo Ano Sud, in quell'anno parte del territorio è stato scorporato per costituire il distretto di Ahafo Ano Sud Est e il distretto è stato rinominato.